# Ржавец (Чечерский район)
Ржавец (бел. Ржавец) — посёлок в Ровковичском сельсовете Чечерском районе Гомельской области Беларуси.

## География

### Расположение
В 6 км на запад от Чечерска, 44 км от железнодорожной станции Буда-Кошелёвская (на линии Гомель — Жлобин), 72 км от Гомеля.

## Транспортная сеть
Транспортные связи по просёлочной, затем автомобильной дороге Чечерск — Буда-Кошелёво. Планировка состоит из короткой прямолинейной улицы, ориентированной с юго-востока на северо-запад. Застройка двусторонняя, деревянная, усадебного типа.

## История
Основан в начале 1920-х годов переселенцами из соседних деревень на бывших помещичьих землях. В 1926 году работал почтовый пункт, в Мотневичском сельсовете Чечерского района Гомельского округа. В 1931 году организован колхоз. 5 жителей погибли на фронтах Великой Отечественной войны. Согласно переписи 1959 года в составе колхоза «Юбилейный» (центр — деревня Мотневичи).

## Население

### Численность
- 2004 год — 9 хозяйств, 12 жителей.

### Динамика
- 1926 год — 6 дворов, 35 жителей.
- 1959 год — 107 жителей (согласно переписи).
- 2004 год — 9 хозяйств, 12 жителей.